# Àster esquamós
Àster esquamós, àster americà o trencadalles (Aster squamatus).

## Etimologia
- Aster: del mot grec ἀστήρ /aster/ (estrella) fent referència a la forma dels capítols vists des d'un punt de vista zenital.[2]
- squamatus: del llatí squāma (escamós). Per la presència de bràctees al calze floral.[3]

## Hàbitat i distribució
Habita a qualsevol vora de camí i carretera, també a llocs molt alterats, prats ruderals i camps de conreu. Preferentment zones humides, fins a 1100 msnm. Es troba de manera molt freqüent arreu de tot el territori.
Comunitats nitròfiles, dominades per plantes bianuals de talla elevada i la floració de la qual és estival. Es desenvolupen en zones pujols o mesomontanes de sòls nitrificats i remoguts.
Presenta una distribució neotropical i encara que siga una espècie originaria d'Amèrica Central i Amèrica del Sud, al·lòctona de la conca mediterrània i Macaronèsia (Illes Açores i Canàries). A l'Estat Espanyol es coneix des de començaments del segle XX a Barcelona, des d'on s'ha expandit ràpidament per gran part de la Península Ibèrica.
Comparteix hàbitat amb el gènere Conyza, però aquest gènere manca de pilositat.

## Descripció
Teròfit, amb tendència a ser biennal, que pot arribar fins a 1 m d'alçada, completament glabra, de tiges erectes i una mica lignificades però flexibles, com les abundants ramificacions. Les fulles escasses, lanceolades, estretes, de fins a 1,5 cm, de vegades de marge ondulat. Les inflorescències nombroses, en capítols agrupats en semblant panícules, amb flors molt xicotetes, les externes ligulades, amb expansió curta i blanquinosa, i les internes tubuloses, estretes entre si, de les que només poden apreciar-se els estams, sobreeixents, de color groc daurat. El fruit de tipus aqueni de 2-3 mm amb un vil·là de fins a 6 mm. Nombre cromosòmic = 20.

## Noms vernacles
àster barceloní (C), botja (C), mata de moro (PV), matacaveros (C), mata-xotos (PV), pinet (PV), rebentadalles (C) i setembrina (B).

## Galeria

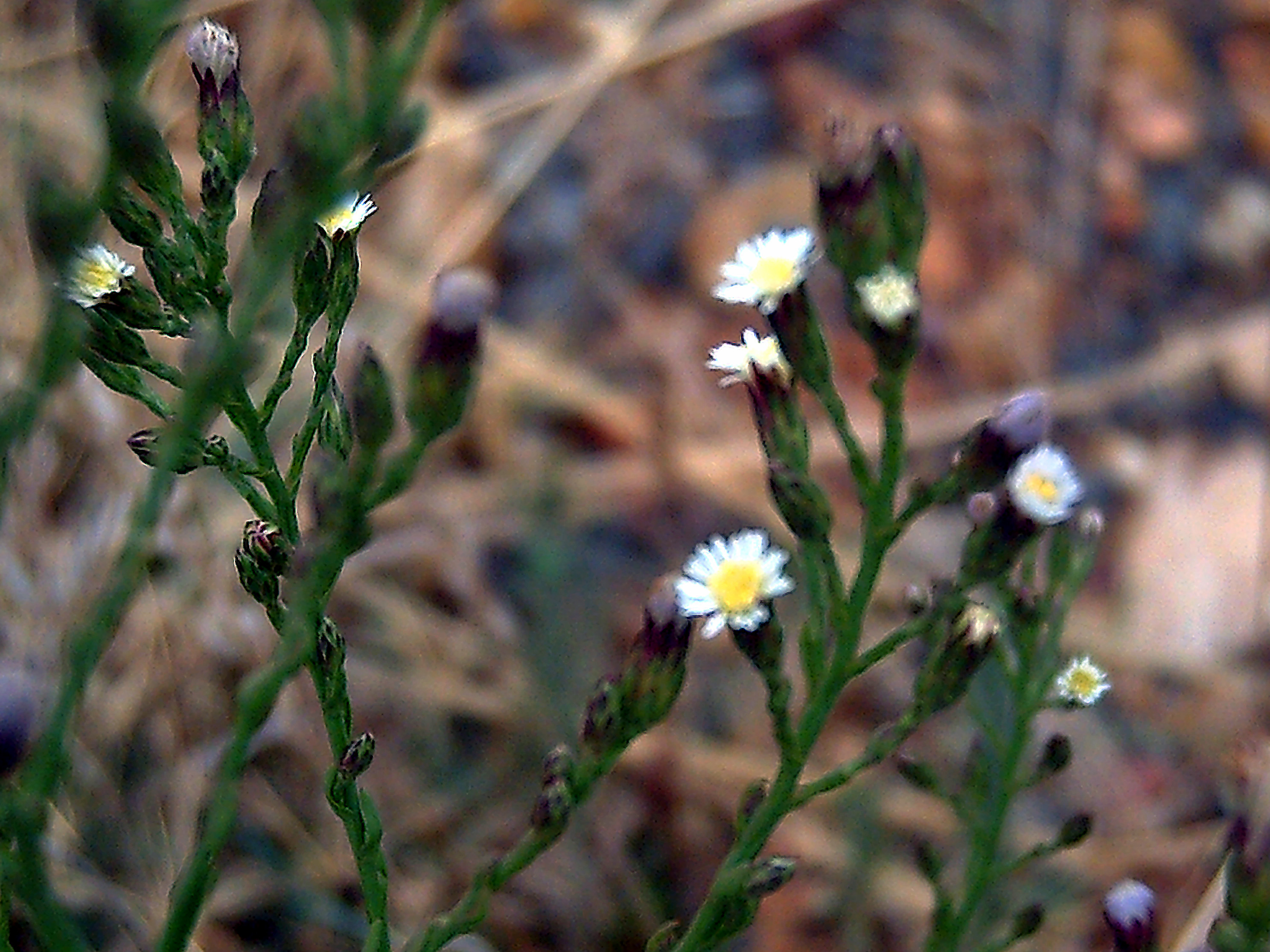
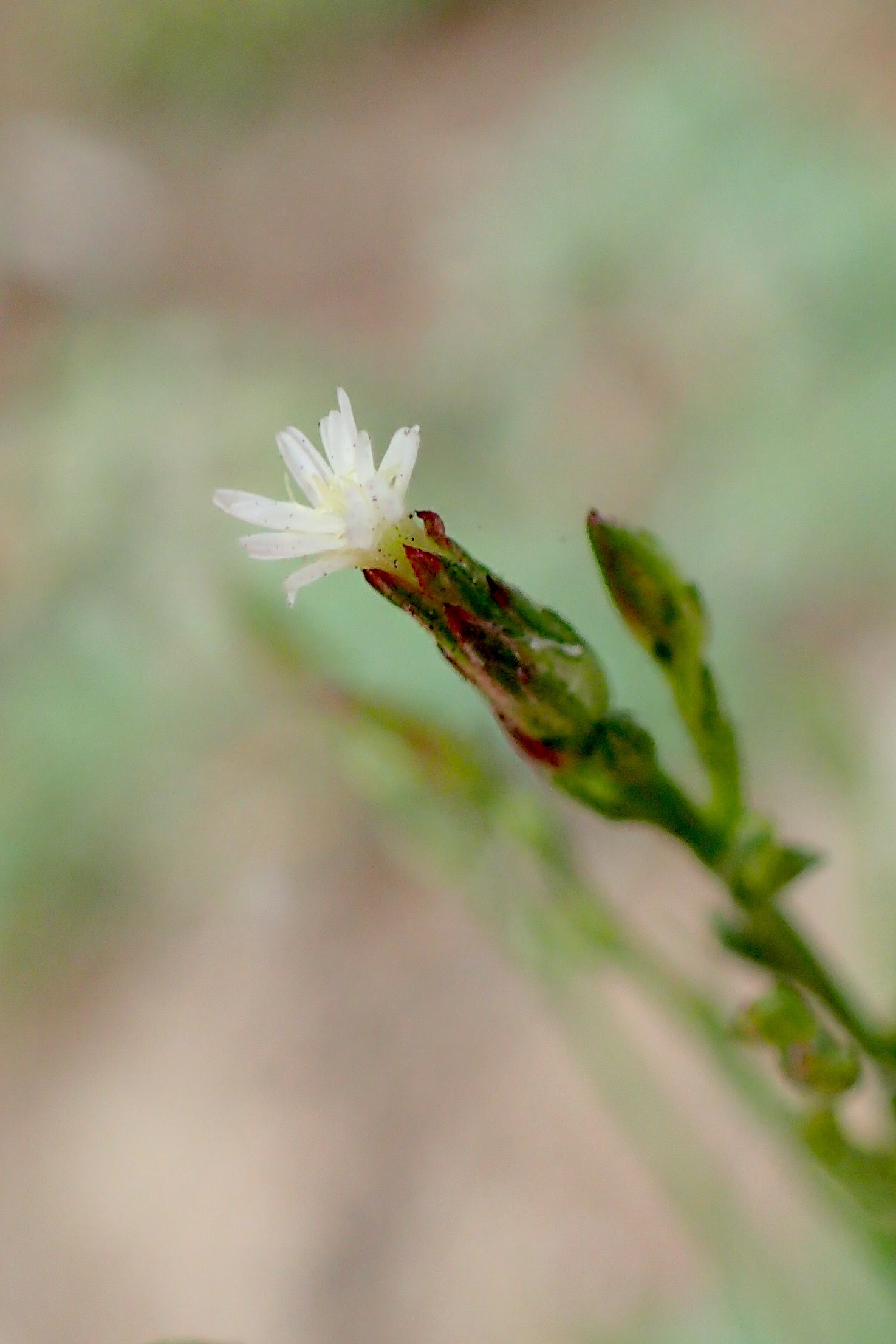
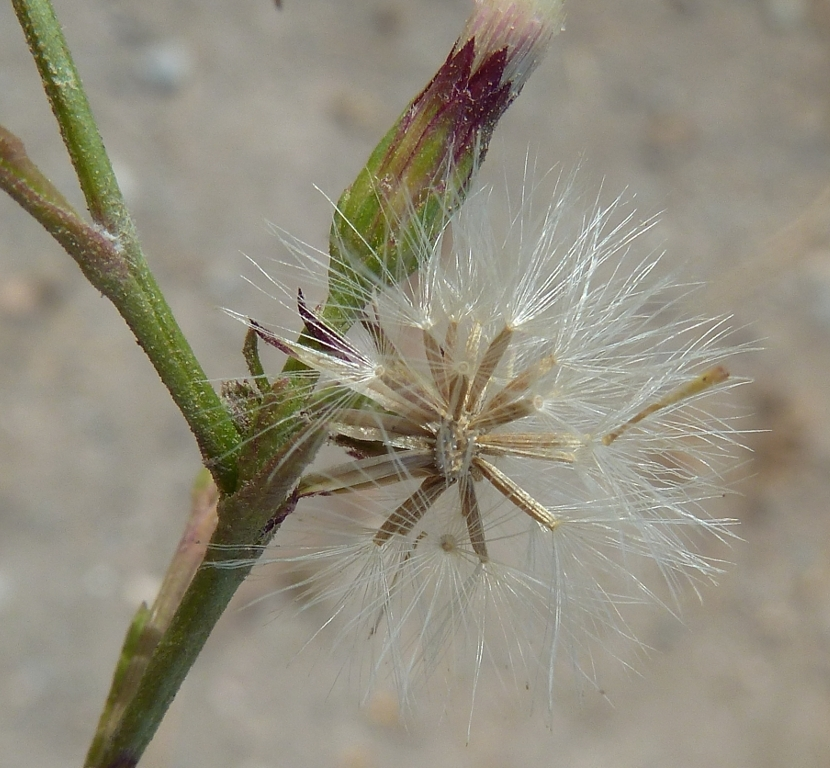
Infructescència
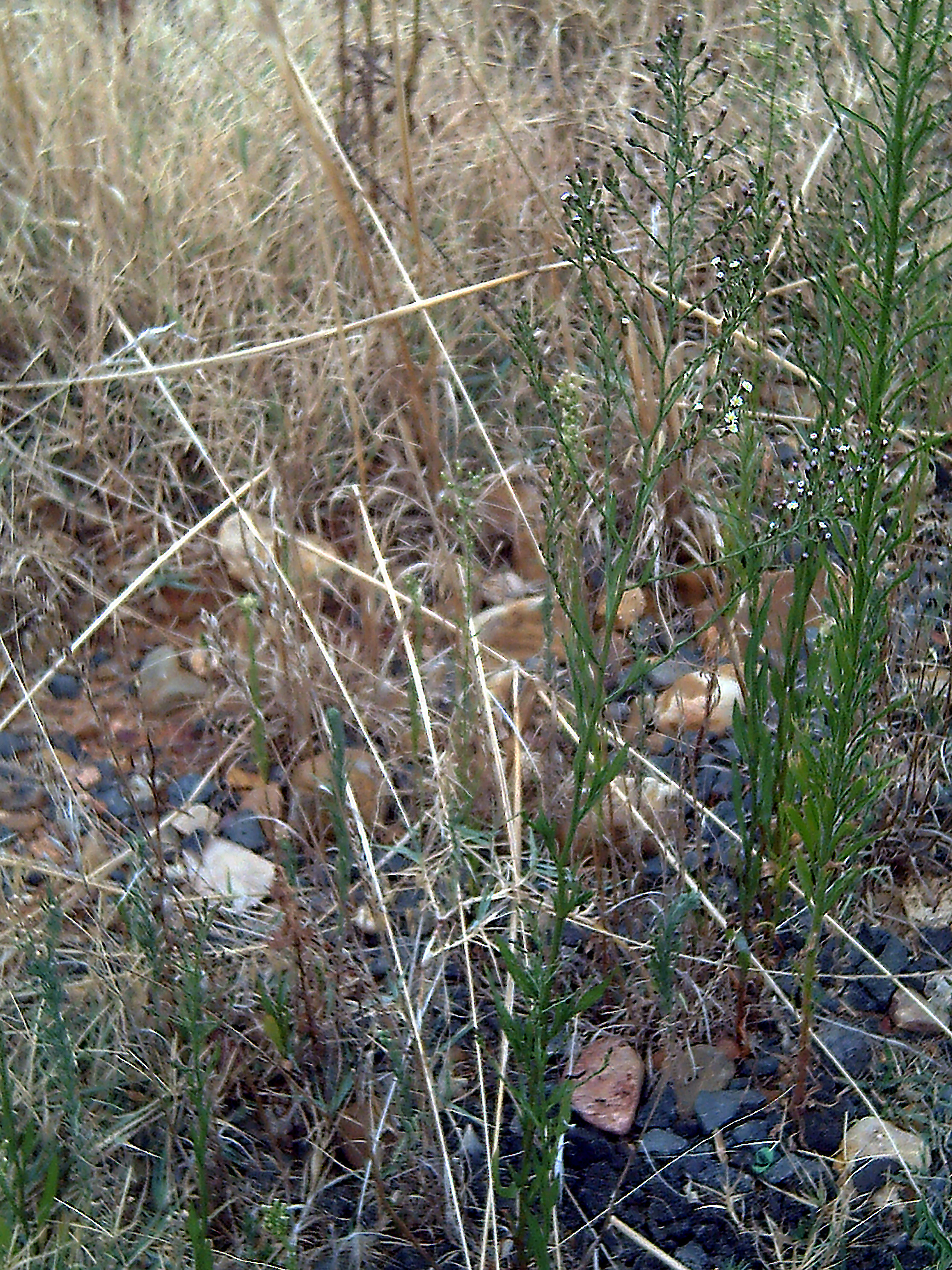